# Two Lefts Don't Make a Right...but Three Do
Two Lefts Don't Make a Right...but Three Do é o terceiro álbum de estúdio da banda Relient K, lançado a 11 de Março de 2003.
O disco atingiu o nº 38 da Billboard 200. A 21 de Março de 2005 e por vendas superiores a 500 mil cópias, o disco foi certificado de Ouro nos Estados Unidos pela RIAA, e atualmente vendeu mais de 518 mil cópias nos Estados Unidos.

## Faixas
Todas as faixas por Matt Thiessen.
1. "Chap Stick, Chapped Lips, and Things Like Chemistry" – 3:10
2. "Mood Rings" – 3:18
3. "Falling Out" – 3:51
4. "Forward Motion" – 3:57
5. "In Love with the 80s (Pink Tux to the Prom)" – 3:08
6. "College Kids" – 3:27
7. "Trademark" – 3:54
8. "Hoopes I Did It Again" – 3:12
9. "Over Thinking" – 4:08
10. "I Am Understood?" – 4:23
11. "Getting Into You" – 3:24
12. "Kids On The Street" – 0:26
13. "Gibberish" – 1:45
14. "From End To End" – 4:37
15. "Jefferson, Aero Plane" – 10:20
16. "Silly Shoes"
  - Faixa escondida

## Créditos
- Matt Thiessen – Vocal, guitarra, piano
- Matt Hoopes – Guitarra, vocal de apoio
- Brian Pittman – Baixo
- Dave Douglas – Bateria, vocal de apoio